# فاسيليي (إراكليون)
فاسيليي (Βασιλείαι) هي مدينة في إراكليون في اليونان.
يبلغ عدد سكانها حوالي 1126 نسمة.